# Лукаш Теодорчик
Лукаш Теодорчик (пол. Łukasz Teodorczyk, Польська вимова: [ˈwukaʂ tɛɔˈdɔrt͡ʂɨk] ( прослухати), нар. 3 червня 1991, Журомін) — польський футболіст, нападник. Грав за національну збірну Польщі.

## Клубна кар'єра

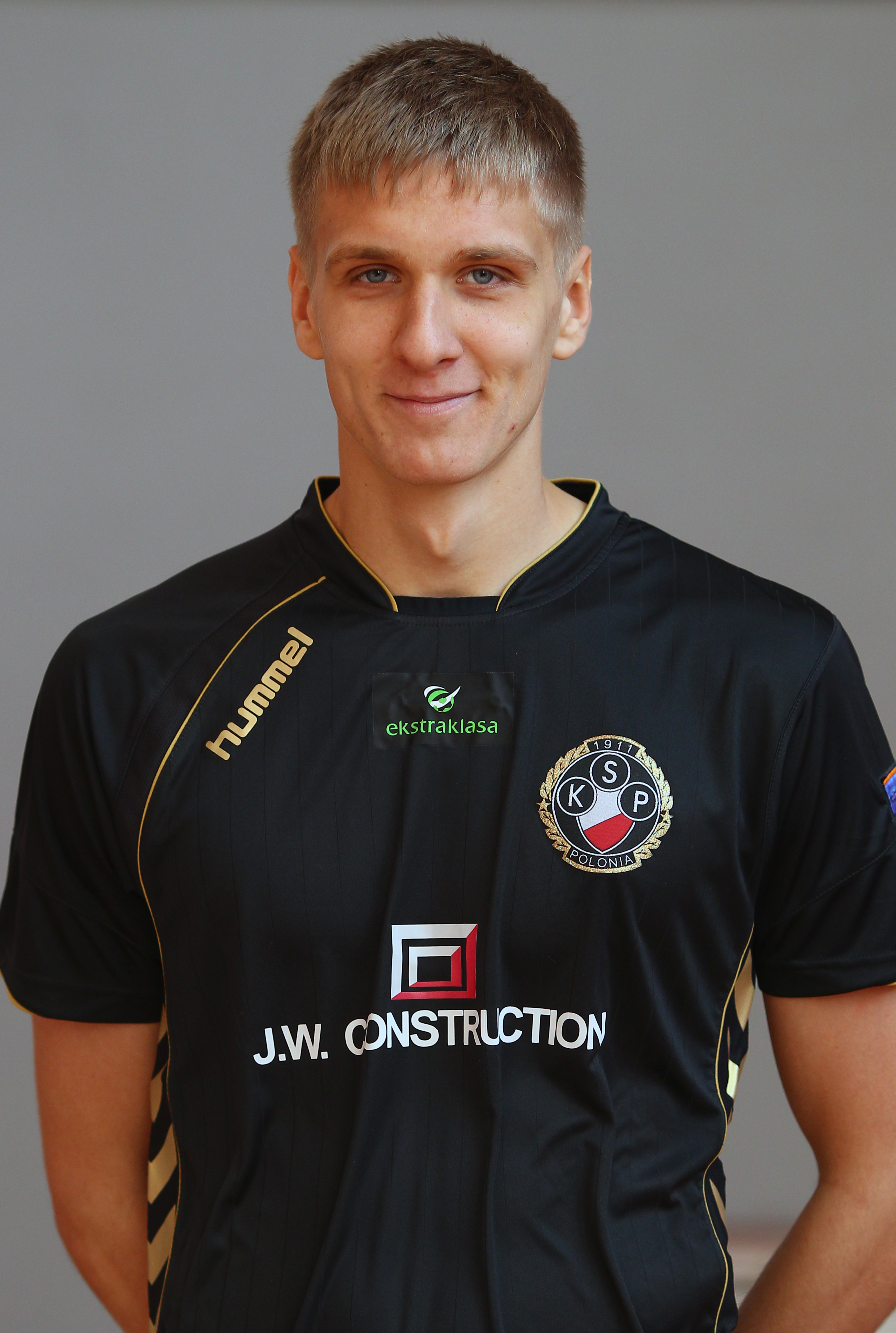
Теодорчик у складі «Полонії». 25 лютого 2011 року

Лукаш Теодорчик починав займатися футболом у клубі «Вкра» з свого рідного міста.

### «Полонія»
У січні 2010 року перейшов у варшавську «Полонію», де перші півроку виступав за дублюючий склад. Вперше зіграв за першу команду клубу 26 жовтня 2010 року в матчі кубка країни проти «Островца-Свентокшиського». Нападник вийшов на поле на 70-й хвилині зустрічі замість Даніеля Големб'євського і в додатковий час вразив ворота суперника. Три дні потому форвард дебютував і в чемпіонаті Польщі.
Перший гол у Екстракласі Теодорчик забив 27 серпня 2011 року у ворота «Белхатува». Автором гольової передачі на форварда став Павло Шультес. Всього до переходу в «Лех» в січні 2013 року футболіст зіграв за «Полонію» 32 матчі в чемпіонаті і кубку країни і забив 11 голів.

### «Лех»

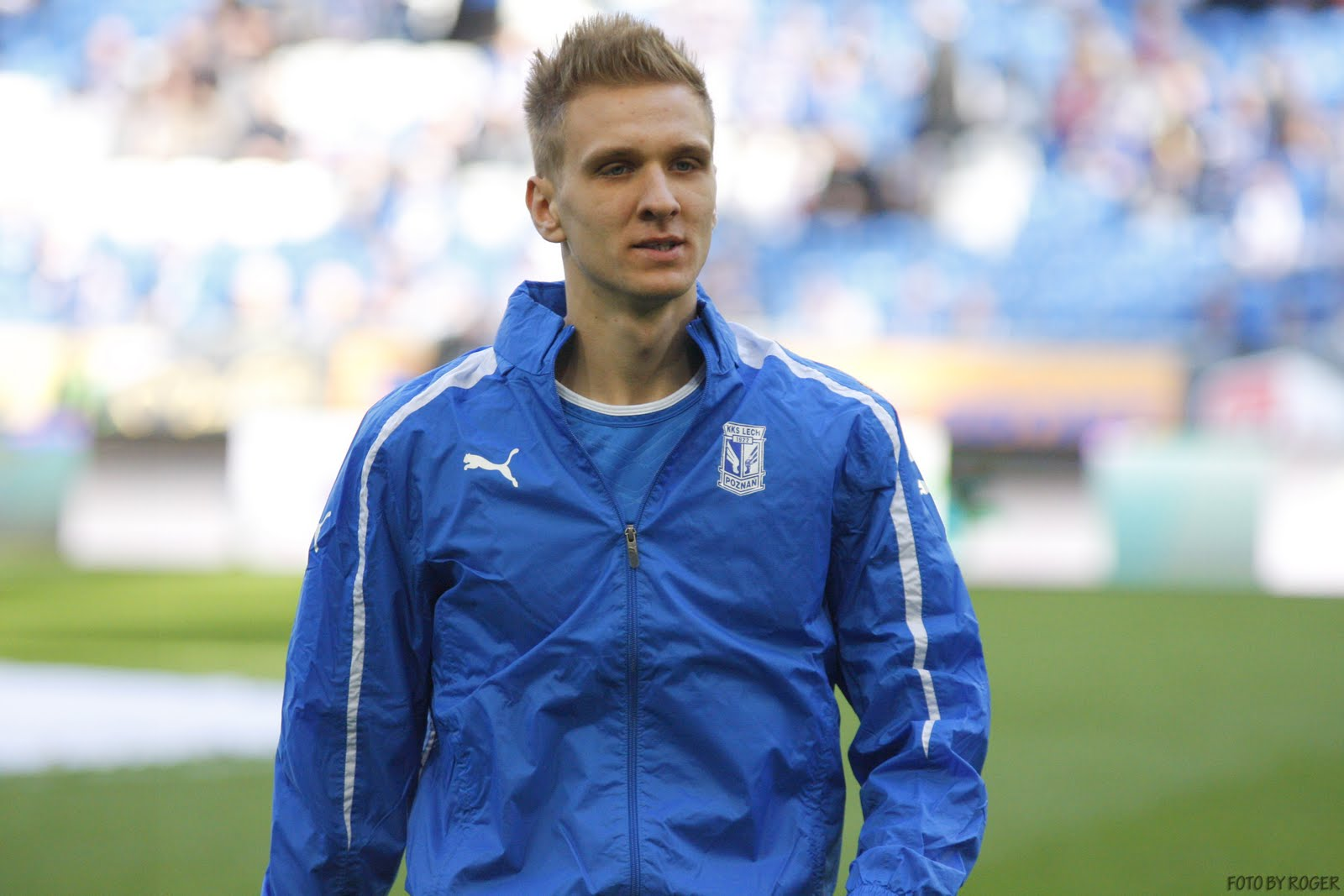
Лукаш Теодорчик у складі «Леха». 2013 рік.

24 лютого 2013 року в матчі проти хожувського «Руху» Лукаш Теодорчик вперше зіграв за познанську команду. Нападник замінив на 58-й хвилині Бартоша Слюсарського і відзначився двома результативними діями. Спочатку після прострілу Теодорчика з флангу захисник «Руху» Марцін Бащинський зрізав м'яч у свої ворота, а потім передачу форварда втілив у гол Каспер Хямяляйнен. Перший гол Теодорчика за «Лех», забитий 4 травня 2013 року з передачі Герге Ловренчича, приніс команді перемогу над краківською «Віслою». 18 липня 2013 року Лукаш Теодорчик дебютував у Лізі Європи. У матчі проти фінської команди «Гонка» нападник забив гол і зробив гольову передачу на Войо Убіпарипа.

### «Динамо» (Київ)

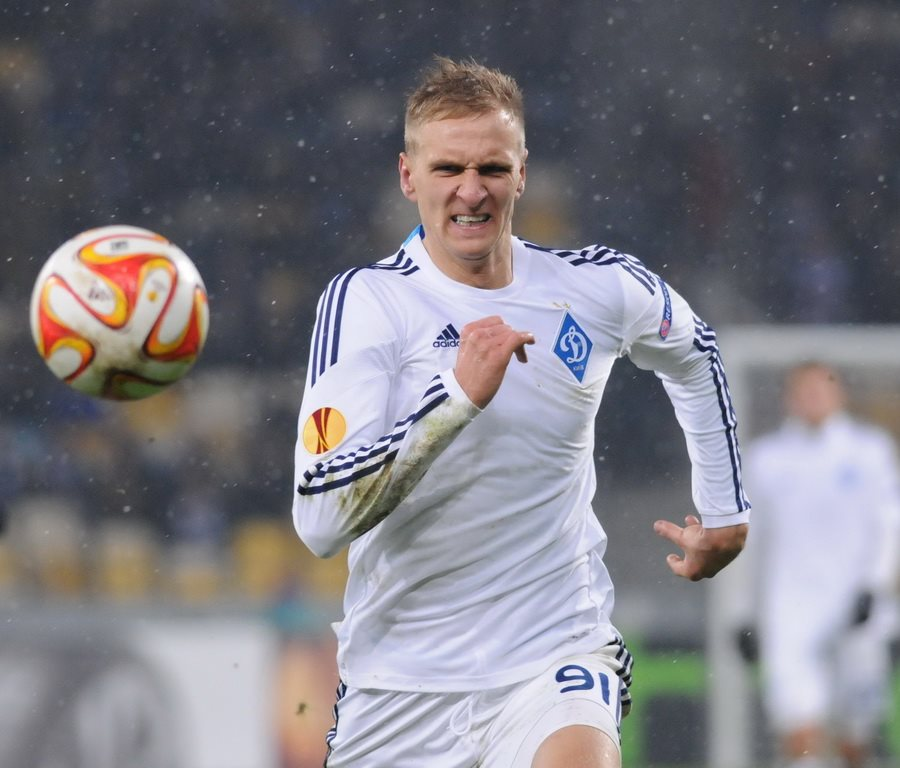
Лукаш Теодорчик під час виступів за «Динамо». 2015 рік.

У серпні 2014 року з'явилася інформація, що гравцем зацікавився український клуб «Динамо» (Київ). 22 серпня 2014 року гравець приступив до проходження медичних тестів у київській команді. 27 серпня футболіст підписав п'ятирічний контракт з українським клубом. Сума трансферу склала 4 мільйони євро. Лукаш став першим польським футболістом в історії київського клубу.
У першому ж матчі за «Динамо», проти одеського «Чорноморця» віддав гольову передачу на Андрія Ярмоленка через хвилину після виходу на заміну, тим самим допоміг киянам оформити перемогу з рахунком 2:0. Надалі Лукаш отримував мало ігрового часу на полі, головний тренер використовував його як джокера.
Вийшов у стартовому складі в матчі 1/8 фіналу Ліги Європи проти ліверпульського «Евертона» 19 березня 2015 року і забив другий гол з п'яти, забитих киянами у ворота Тіма Говарда.

### «Андерлехт»
3 серпня 2016 року Лукаш був відданий в оренду в бельгійський «Андерлехт» до кінця сезону 2016/17. 30 березня 2017 року було оголошено, що «Андерлехт» викупив контракт поляка у київського клубу. Вже на момент викупу його контракту Теодорчик впевнено лідирував у суперечці бомбардирів чемпіонату Бельгії з 20 голами. Ставши повноправним гравцем «Андерлехта», поляк у матчах чемпіонату забив ще два голи і з показником 22 м'ячі став найкращим бомбардиром бельгійської першості сезону 2016/17.

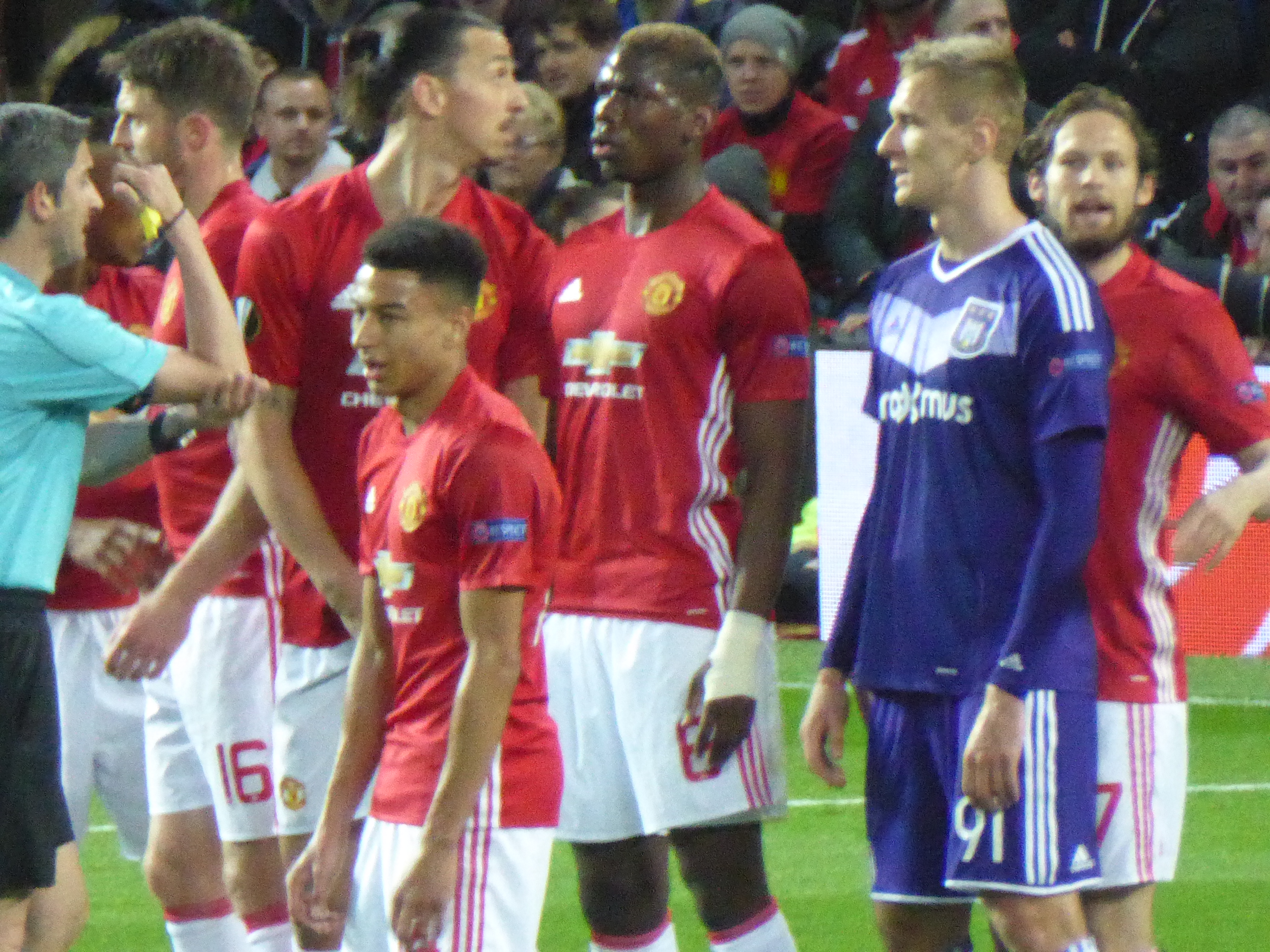
Теодорчик (праворуч) під час виступів за «Андерлехт». 2017 рік.

Наступного сезону його результативність дещо зменшилася, проте 15 забитих голів виявилося достатньо аби зацікавити представників провідних європейських ліг.

### Виступи в Італії
17 серпня 2018 року новим клубом поляка став італійський «Удінезе», який уклав з ним чотирирічний контракт. У своєму першому сезоні в Італії гравець не зумів по-справжньому втрутитися у боротьбу за статус основного нападника команди з Удіне, взявши участь лише у 16 іграх чемпіонату, в яких йому вдалося відзначитися єдиним голом, забитим з пенальті. Наступного сезону в Серії A поляк виходив на поле лише у 14 матчах і жодного разу голом не відзначався. А 5 жовтня 2020 року повернувся до Бельгії, приєднавшись на орендних правах до місцевого «Шарлеруа». До завершення сезону 2020/21 провів лише 15 ігор за цю команду, після чого повернувся до «Удінезе».
Не провівши жодної офіційної гри протягом другої половини 2021 року, поляк залишив клуб з Удіне, після чого у першій половині 2022 року провів 14 ігор у Серії B за «Віченцу».
З липня 2022 року колишній гравець збірної Польщі був без клубу, а в листопаді у віці 31 року вирішив завершити ігрову кар'єру, заявивши, що «тіло не хоче викладатись на 100 %».

## Виступи за збірні
2010 року Лукаш Теодорчик виступав за юнацьку збірну Польщі. У першому ж матчі за команду нападник забив 2 голи і приніс полякам вольову перемогу 3:2 над однолітками зі Швейцарії в товариському матчі. Надалі нападник зіграв ще 2 матчі за збірну цієї вікової категорії.
6 червня 2011 року Теодорчик дебютував в молодіжній збірній, замінивши у перерві товариського матчу з греками Мацея Янковського. 2 вересня того ж року форвард забив 2 голи у ворота однолітків з Албанії у матчі відбіркового турніру до чемпіонату Європи 2013 року. Всього на молодіжному рівні зіграв у 7 офіційних матчах, забив 4 голи.
У складі національної збірної Польщі Лукаш Теодорчик вперше зіграв 2 лютого 2013 року в товариському матчі проти збірної Румунії (4:1). Нападник відіграв весь матч, забивши 2 голи і віддавши гольову передачу на Шимона Павловського.
2018 року був учасником тогорічного чемпіонату світу, де виходив на заміну у двох матчах групового етапу. Після турніру за збірну більше не грав, провівши загалом у її складі 19 ігор і забивши 4 голи.

## Статистика виступів

### Статистика клубних виступів
| Сезон                 | Команда               | Чемпіонат             | Чемпіонат | Чемпіонат | Національний кубок | Національний кубок | Національний кубок | Континентальні кубки | Континентальні кубки | Континентальні кубки | Інші змагання | Інші змагання | Інші змагання | Усього | Усього |
| Сезон                 | Команда               | Ліга                  | Ігор      | Голів     | Ліга               | Ігор               | Голів              | Ліга                 | Ігор                 | Голів                | Ліга          | Ігор          | Голів         | Ігор   | Голів  |
| --------------------- | --------------------- | --------------------- | --------- | --------- | ------------------ | ------------------ | ------------------ | -------------------- | -------------------- | -------------------- | ------------- | ------------- | ------------- | ------ | ------ |
| жовт.2010–11          | «Полонія»             | E                     | 6         | 0         | КП                 | 1                  | 1                  | -                    | -                    | -                    | -             | -             | -             | 7      | 1      |
| 2011–12               | «Полонія»             | E                     | 11        | 4         | КП                 | 0                  | 0                  | -                    | -                    | -                    | -             | -             | -             | 11     | 4      |
| серп.2012-січ.2013    | «Полонія»             | E                     | 13        | 5         | КП                 | 1                  | 0                  | -                    | -                    | -                    | -             | -             | -             | 14     | 5      |
| Усього за «Полонію»   | Усього за «Полонію»   | Усього за «Полонію»   | 30        | 9         |                    | 2                  | 1                  |                      | -                    | -                    |               | -             | -             | 32     | 10     |
| січ.-черв.2013        | «Лех»                 | E                     | 14        | 1         | -                  | -                  | -                  | -                    | -                    | -                    | -             | -             | -             | 14     | 1      |
| 2013–14               | «Лех»                 | E                     | 32        | 20        | КП                 | 2                  | 1                  | ЛЄ                   | 4                    | 3                    | -             | -             | -             | 38     | 24     |
| лип.-серп.2014        | «Лех»                 | E                     | 4         | 3         | КП                 | 0                  | 0                  | ЛЄ                   | 2                    | 0                    | -             | -             | -             | 6      | 3      |
| Усього за «Лех»       | Усього за «Лех»       | Усього за «Лех»       | 50        | 24        |                    | 2                  | 1                  |                      | 6                    | 3                    |               | -             | -             | 58     | 28     |
| серп. 2014–15         | «Динамо» К            | ПЛ                    | 13        | 5         | КУ                 | 5                  | 2                  | ЛЄ                   | 6                    | 3                    | СКУ           | 0             | 0             | 24     | 10     |
| 2015–16               | «Динамо» К            | ПЛ                    | 11        | 5         | КУ                 | 3                  | 1                  | ЛЧ                   | 4                    | 0                    | СКУ           | 0             | 0             | 18     | 6      |
| Усього за «Динамо»    | Усього за «Динамо»    | Усього за «Динамо»    | 24        | 10        |                    | 8                  | 3                  |                      | 10                   | 3                    |               | 0             | 0             | 42     | 16     |
| 2016–17               | «Андерлехт»           | Л1                    | 38        | 22        | КБ                 | 2                  | 1                  | ЛЄ                   | 13                   | 7                    | -             | -             | -             | 53     | 30     |
| 2017–18               | «Андерлехт»           | Л1                    | 33        | 15        | КБ                 | 0                  | 0                  | ЛЧ                   | 6                    | 0                    | СБ            | 1             | 0             | 40     | 15     |
| Усього за «Андерлехт» | Усього за «Андерлехт» | Усього за «Андерлехт» | 71        | 37        |                    | 2                  | 1                  |                      | 21                   | 7                    |               | 1             | 0             | 93     | 45     |
| 2018–19               | «Удінезе»             | A                     | 16        | 1         | КІ                 | -                  | -                  | -                    | -                    | -                    | -             | -             | -             | 16     | 1      |
| 2019–20               | «Удінезе»             | A                     | 14        | 0         | КІ                 | 2                  | 0                  | -                    | -                    | -                    | -             | -             | -             | 16     | 0      |
| 2020–21               | «Шарлеруа»            | Д1                    | 15        | 0         | КБ                 | 2                  | 1                  | -                    | -                    | -                    | -             | -             | -             | 17     | 1      |
| черв.-груд. 2021      | «Удінезе»             | A                     | 0         | 0         | КІ                 | -                  | -                  | -                    | -                    | -                    | -             | -             | -             | 0      | 0      |
| Усього за «Удінезе»   | Усього за «Удінезе»   | Усього за «Удінезе»   | 30        | 1         |                    | 2                  | 0                  |                      | -                    | -                    |               | -             | -             | 32     | 1      |
| січ.- черв. 2022      | «Віченца»             | B                     | 14        | 1         | КІ                 | -                  | -                  | -                    | -                    | -                    | -             | -             | -             | 14     | 1      |
| Усього за кар'єру     | Усього за кар'єру     | Усього за кар'єру     | 234       | 83        |                    | 18                 | 7                  |                      | 35                   | 13                   |               | 1             | 0             | 288    | 103    |

### Статистика виступів за збірну
| Дата       | Місто     | Господарі  | Результат | Гості          | Турнір             | Голи | Примітки |
| ---------- | --------- | ---------- | --------- | -------------- | ------------------ | ---- | -------- |
| 2-2-2013   | Малага    | Румунія    | 1 – 4     | Польща         | товариський матч   | 2    |          |
| 22-3-2013  | Варшава   | Польща     | 1 – 3     | Україна        | Відбір до ЧС 2014  | -    | 76'      |
| 26-3-2013  | Варшава   | Польща     | 5 – 0     | Сан-Марино     | Відбір до ЧС 2014  | 1    | 58'      |
| 19-11-2013 | Познань   | Польща     | 0 – 0     | Ірландія       | товариський матч   | -    | 59'      |
| 18-1-2014  | Абу-Дабі  | Польща     | 3 – 0     | Норвегія       | товариський матч   | -    | 63'      |
| 5-3-2014   | Варшава   | Польща     | 0 – 1     | Шотландія      | товариський матч   | -    | 82'      |
| 18-11-2014 | Вроцлав   | Польща     | 2 – 2     | Швейцарія      | товариський матч   | -    | 67'      |
| 23-3-2016  | Познань   | Польща     | 1 – 0     | Сербія         | товариський матч   | -    | 73'      |
| 11-10-2016 | Варшава   | Польща     | 2 – 1     | Вірменія       | Відбір до ЧС 2018  | -    | 85'      |
| 11-11-2016 | Бухарест  | Румунія    | 0 – 3     | Польща         | Відбір до ЧС 2018  | -    | 80'      |
| 14-11-2016 | Вроцлав   | Польща     | 1 – 1     | Словенія       | товариський матч   | 1    |          |
| 26-3-2017  | Подгориця | Чорногорія | 1 – 2     | Польща         | Відбір до ЧС 2018  | -    | 79'      |
| 10-6-2017  | Варшава   | Польща     | 3 – 1     | Румунія        | Відбір до ЧС 2018  | -    | 81'      |
| 4-9-2017   | Варшава   | Польща     | 3 – 0     | Казахстан      | Відбір до ЧС 2018  | -    | 90'      |
| 27-3-2018  | Варшава   | Польща     | 3 – 2     | Південна Корея | товариський матч   | -    | 46'      |
| 8-6-2018   | Познань   | Польща     | 2 – 2     | Чилі           | товариський матч   | -    | 74'      |
| 12-6-2018  | Варшава   | Польща     | 4 – 0     | Литва          | товариський матч   | -    | 46'      |
| 24-6-2018  | Казань    | Польща     | 0 – 3     | Колумбія       | ЧС 2018 - 1-й етап | -    | 73'      |
| 28-6-2018  | Волгоград | Японія     | 0 – 1     | Польща         | ЧС 2018 - 1-й етап | -    | 80'      |
| Усього     |           | Матчів     | 19        |                | Голів              | 4    |          |

## Титули і досягнення
- Чемпіон України (2):

«Динамо»: 2014-15, 2015-16
- Володар Кубка України (1):

«Динамо»: 2014-15
- Чемпіон Бельгії (1):

«Андерлехт»: 2016-17
- Володар Суперкубка Бельгії (1):

«Андерлехт»: 2017
- Найкращий бомбардир чемпіонату Бельгії: 2016/17 (22 голи)